# ファーンバラ (ハンプシャー)
- ファーンボロー

ファーンバラ（Farnborough）は、英国ハンプシャー州ラシュムアにある町。ノルマン・コンクエスト以前からある町で、1086年のドゥームズデイ・ブックにもその名が記されている。2011年国勢調査時点での人口は57,486人。
航空産業の町として知られており、ファーンバラ空港で航空ショーが開かれ、王立航空研究所（RAE）や航空事故調査局なども立地している。

## 歴史
デュームズデイ・ブックの中では、クランダルの一部として言及されている。その名称は、11世紀にはフェルネベルガ、13世紀にはファーンバーグやファーレンバーグ、16世紀にはファーンボロー、フレンバラ、ファーンバラなど少しずつ変わってきている。

### タワーヒル
現在タワーヒルと呼ばれる地域には、かつてサルセン石が集まっていた記録が残っている。

### 修道院
ファーンバラにはカトリック・ベネディクト会の聖マイケル修道院があり、その地下聖堂にはフランス皇帝ナポレオン3世とその妻ウジェニー・ド・モンティジョ、息子のナポレオン・ウジェーヌ・ルイ・ボナパルトが埋葬されている。また、同修道院には2007年から全英カトリック図書館が設置されていたが、2015年にダラム大学図書館内に移転した。

### ブラックウォーター川
ハンプシャーとサリーの境界を流れるブラックウォーター川では、かつてトム・セイヤーズとジョン・C・ヒーナンの国際タイトルマッチが行われたことがある。

### サミュエル・コーディ
ファーンバラ飛行場とゆかりのある航空パイオニアのサミュエル・フランクリン・コーディは、ファーンバラ上空を飛行中に墜落し死亡した。墜落現場は現在テクノロジーパークとなっており、2013年8月7日には没後100年を記念した像が公開された。像はファーンバラ航空科学基金が運営する博物館の屋外に設置されている。

### 王立航空研究所
ファーンバラ空港には、王立航空研究所（RAE）が設置されている。RAE内には複数の風洞が設置されているが、そのうちの2つはその歴史的価値を評価されて指定建造物となっている。1つ目は1917年、2つ目は1935年に建設された。2つ目はコンコルドやF1マシンの風洞実験に使用され、1990年代初めに閉鎖された。これらは2014年のファーンバラ航空ショー開催中に公開されていた。
航空技師のフランク・ホイットルもRAEで数多くの研究を行っており、それを記念して彼が開発に携わったグロスター E.28/39のモニュメントが設置されている。

### タンブルダウン・ディック
国道A325号線沿いにある「タンブルダウン・ディック」は、17世紀から営業していたパブである。リチャード・クロムウェルとも繋がりがあったとされ、19世紀以前は町の中心的な役割を果たしていた。2008年に閉店し、一度はマクドナルドに売り払われそうになったが、地元の反対運動により2013年に文化財として認められた。しかしその後建物所有者が抗議した結果文化財認定が撤回され、2014年10月にマクドナルドとしてオープンした。また、リノベーション工事の際にH&Gシモンズ社の初期の広告が発見され、現在は建物の横に展示されている。

## 教会
聖ピーター教会は、クランダル荘園の一部であった1180年まで歴史をさかのぼることができ、荘園長ヘンリー・ウィムロットが設置した埋葬室がある。ヴィクトリア時代にファーンバラが発展したことに伴い増築が行われ、1886年に内陣が、1900年から1901年にかけて南北の袖廊と身廊が新設された。

## 産業

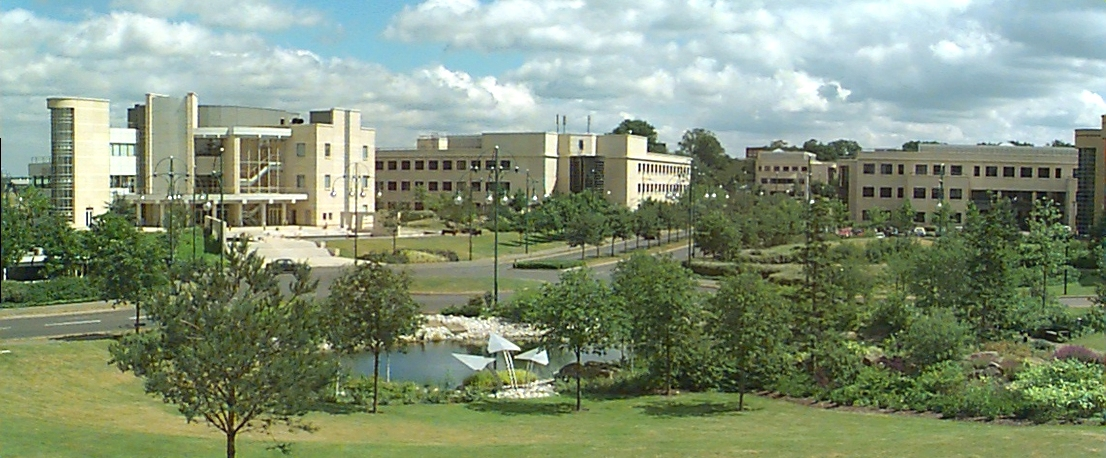
ファーンバラ航空宇宙センター

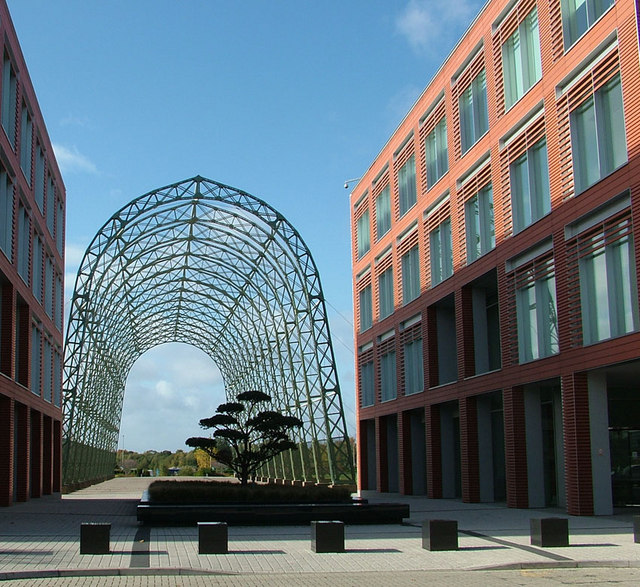
IQファーンバラ内に設置されている1910年の飛行船格納庫

王立航空研究所（RAE）も位置するファーンバラ空港を中心に、航空宇宙産業にかかわる数多くの企業が集積している。英国のBAEシステムズだけでなく、米国のロッキード・マーティン、3万5千人以上の軍人顧客を持つ銀行ホルツ・ミリタリー・バンキングなども拠点を置いている。
その他にも、ドイツの自動車会社BMWも2013年から英国本社を置いている。
空港に隣接するビジネスパーク「IQファーンバラ」には1910年の飛行船用ハンガーの骨組みが保存されている。一度は風洞設置のため解体されたが、後に組みなおされて移設・保存された。現在は2級指定建造物になっている。

## 交通

### 航空
- ファーンバラ空港

### 鉄道
- サウス・ウエスト本線（英語版）
  - ファーンバラ（メイン）駅（英語版）
- ノース・ダウンズ線（英語版）
  - ファーンバラ・ノース駅（英語版） - ノース・カンプ駅（英語版）

### 道路
- 高速道路
  - M3号線（英語版）
- 一般国道
  - A325号線
  - A331号線

## スポーツ
- ファーンバラFC（旧ファーンバラ・タウンFC[12]）：ナショナルリーグ・サウス所属のサッカーチーム
- ファーンバラ・ラグビー・フットボール・クラブ[13]：1915年設立のラグビーユニオンのクラブチーム
- コヴ・クリケット・クラブ[14]：ファーンバラのコヴ地区に拠点を置くクリケットチーム
- カンバリー・アンド・ファーンバラ・ホッケー・クラブ[15]：ホッケーチーム